# Fonkia uliginosa
Fonkia uliginosa là một loài thực vật có hoa trong họ Huyền sâm. Loài này được Phil. mô tả khoa học đầu tiên năm 1860.